# 헤비급 (권투)

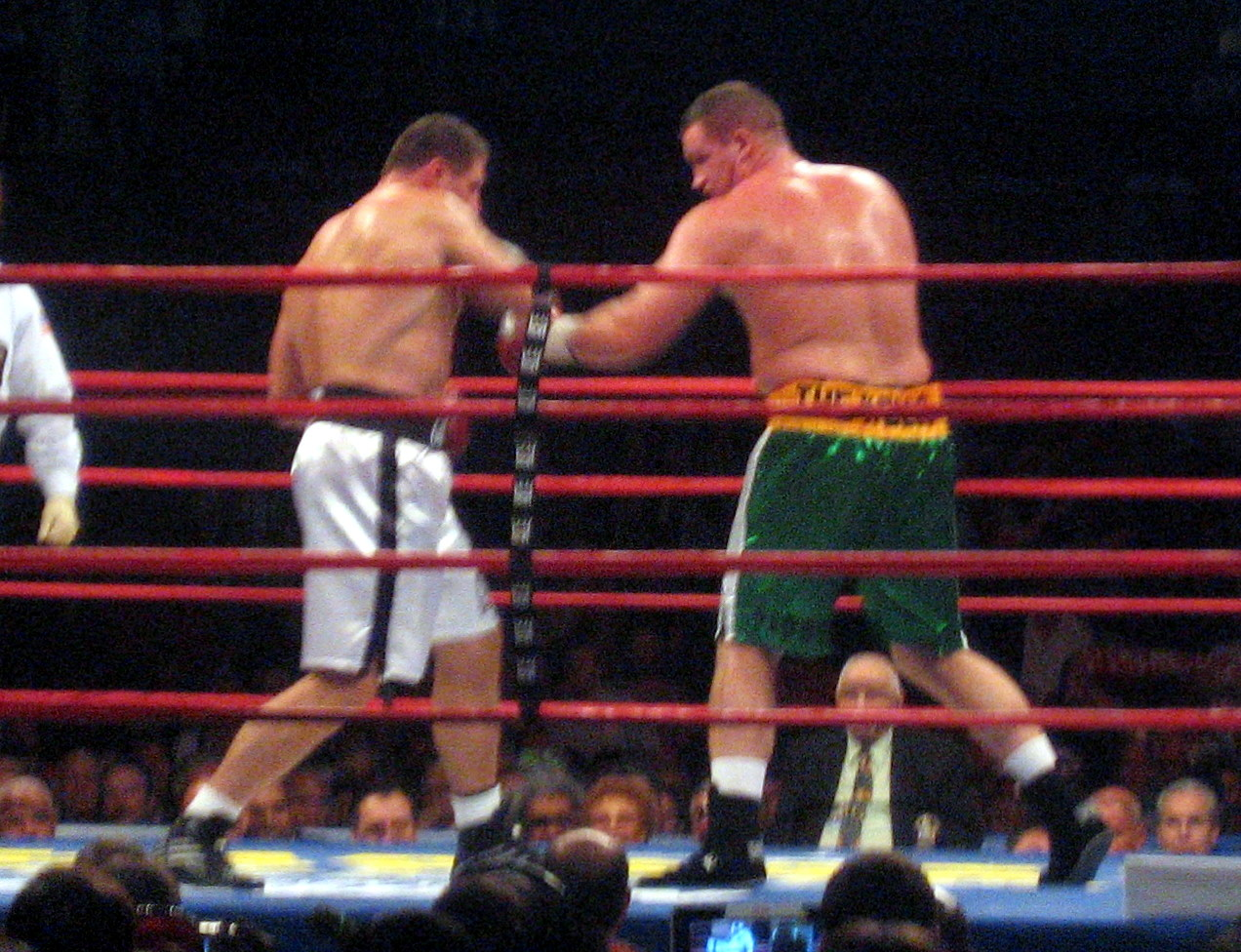
매디슨 스퀘어 가든에서 헤비급 복서 앤드루 골로타(왼쪽)와 케빈 맥브라이드

헤비급(heavyweight)은 격투 스포츠와 프로레슬링의 체급이다.

## 권투

### 프로
200 파운드 (91 kg; 14 st 4 lb)를 초과하는 남성 복서는 4대 주요 프로 복싱 단체 중 2개 단체, 즉 국제 복싱 연맹 및 세계 복싱 기구에 의해 헤비급으로 간주된다. 2020년에 세계 복싱 평의회는 브리지급(bridgerweight) 체급을 만들기 위해 헤비급 분류를 224 파운드 (102 kg; 16 st)로 늘렸다. 세계 복싱 협회 (WBA)도 2023년에 동일하게 조치했다. 175 파운드 (79 kg; 12 st 7 lb)를 초과하는 여성 복서는 4개 복싱 연맹 모두에 의해 헤비급으로 간주된다.

#### 역사적 발전
이 체급은 상한선이 없기 때문에 역사적으로 모호하게 정의되어 왔다. 예를 들어, 19세기에는 많은 헤비급 챔피언들이 170 파운드 (77 kg; 12 st 2 lb) 이하의 체중을 가졌다 (하지만 다른 선수들은 200파운드를 넘었다).
1920년에 라이트 헤비급 체급이 형성되었고, 최대 체중은 175 파운드 (79 kg; 12 st 7 lb)였다. 175파운드 이상 나가는 모든 선수는 헤비급이었다. 크루저급 체급(처음에는 175~190파운드 범위의 복서용)은 1979년에 설립되었고 1980년대에 다양한 복싱 단체에 의해 190 파운드 (86 kg; 13 st 8 lb) 또는 195 파운드 (88 kg; 13 st 13 lb)의 최대 체중으로 인정받았다. 나중에 이 단체들은 크루저급 한도를 200파운드로 늘렸다.
1975년부터 미국 아마추어 선수 연맹과 소련 스포츠 위원회는 국제 복싱에서 "헤비 듀얼(Heavy Duals)"이라는 새로운 개념을 도입했는데, 이는 미국과 소련 간의 전 헤비급 팀 대결이었다.
2025년 현재, 볼로디미르 클리치코는 세계 헤비급 타이틀을 놓고 가장 많은 복서(23명)를 이긴 기록과, 세계 헤비급 챔피언으로서 4,382일 동안 역대 최장 누적 헤비급 타이틀 재임 기록을 보유하고 있다. 조 루이스는 27번으로 세계 헤비급 타이틀전에서 가장 많이 승리했으며, 26번으로 가장 많은 연속 타이틀 방어 기록을 세웠다. 이는 복싱 역사상 가장 많은 연속 타이틀 방어 기록이기도 하다.
4명의 복서가 즉시 재대결에서 헤비급 타이틀을 되찾았다: 1960년 플로이드 패터슨, 1978년 무하마드 알리, 2001년 레녹스 루이스, 2019년 앤서니 조슈아. 조지 포먼은 45세에 챔피언이 되어 역대 최고령 헤비급 챔피언 기록을 보유하고 있으며, 마이크 타이슨은 20세에 최연소 헤비급 챔피언 기록을 가지고 있다. 타이슨은 또한 WBA, WBC, IBF의 3대 주요 벨트와 더 링(The Ring) 및 라인(lineal) 헤비급 타이틀을 동시에 보유한 최초의 헤비급 선수가 되었다.

#### 현재 세계 챔피언
| 인정 단체 | 재임 시작일     | 챔피언            | 전적         | 방어 |
| --------- | --------------- | ----------------- | ------------ | ---- |
| WBA       | 2021년 9월 25일 | 올렉산드르 우시크 | 24–0 (15 KO) | 4    |
| WBC       | 2024년 5월 18일 | 올렉산드르 우시크 | 24–0 (15 KO) | 1    |
| IBF       | 2025년 7월 19일 | 올렉산드르 우시크 | 24–0 (15 KO) | 0    |
| WBO       | 2021년 9월 25일 | 올렉산드르 우시크 | 24–0 (15 KO) | 4    |

#### 현재 세계 랭킹

##### 더 링
2025년 2월 26일 기준.
범례:
 C  현재 더 링 세계 챔피언
| 순위 | 이름              | 전적 (승–패–무) | 타이틀             |
| ---- | ----------------- | --------------- | ------------------ |
| C    | 올렉산드르 우시크 | 24–0 (15 KO)    | WBA, WBO, WBC, IBF |
| 1    | 타이슨 퓨리       | 34–2–1 (24 KO)  |                    |
| 2    | 다니엘 뒤부아     | 22–3 (21 KO)    |                    |
| 3    | 조지프 파커       | 36–3 (24 KO)    |                    |
| 4    | 아지트 카바옐     | 26–0 (18 KO)    |                    |
| 5    | 앤서니 조슈아     | 28–4 (25 KO)    |                    |
| 6    | 장 즈레이         | 27–3–1 (22 KO)  |                    |
| 7    | 마르틴 바콜레     | 21–2 (16 KO)    |                    |
| 8    | 필립 흐르고비치   | 17–1 (14 KO)    |                    |
| 9    | 파비오 워들리     | 18–0–1 (17 KO)  |                    |
| 10   | 이페 아작바       | 20–1 (14 KO)    |                    |

##### BoxRec
2024년 12월 22일 기준.
| 순위 | 이름              | 전적 (승–패–무) | 타이틀        |
| ---- | ----------------- | --------------- | ------------- |
| 1    | 올렉산드르 우시크 | 23–0–0 (14 KO)  | WBA, WBO, WBC |
| 2    | 다니엘 뒤부아     | 22–2–0 (21 KO)  | IBF           |
| 3    | 아지트 카바옐     | 25–0–0 (17 KO)  |               |
| 4    | 앤서니 조슈아     | 28–4–0 (25 KO)  |               |
| 5    | 마르틴 바콜레     | 21–1–0 (16 KO)  |               |
| 6    | 타이슨 퓨리       | 34–2–1 (24 KO)  |               |
| 7    | 조지프 파커       | 35–3–0 (23 KO)  |               |
| 8    | 로렌스 오콜리     | 21–1–0 (16 KO)  |               |
| 9    | 장 즈레이         | 27–2–1 (22 KO)  |               |
| 10   | 마이클 헌터       | 23–1–2 (16 KO)  |               |

#### 최장 재임 세계 헤비급 챔피언
범례:
     현역 타이틀 재임
     재임 종료
주 1: WBA (정규) 챔피언은 포함되지 않음
주 2: 1997년 8월 이전의 WBO 헤비급 타이틀 경기는 포함되지 않음
주 3: 기울임꼴 이름은 더 링 챔피언십/라인 챔피언십(1885년 8월 29일~1921년 7월 2일)/통합 챔피언십(1921년 7월 2일~현재)을 획득하지 못한 챔피언이다.

##### 통합 재임
이 목록에는 1921년 이후의 더 링 및 라인 챔피언십 경기는 포함되지 않는다.
2024년 12월 23일 기준.
| 순위 | 이름                | 통합 재임       | 챔피언 재임 일수 | 재임 횟수 | 타이틀 인정        | 누적 타이틀 획득 | 꺾은 상대 |
| ---- | ------------------- | --------------- | ---------------- | --------- | ------------------ | ---------------- | --------- |
| 1.   | 볼로디미르 클리치코 | 12년 0개월 0일  | 4 382            | 2         | WBA, IBF, WBO      | 25               | 23        |
| 2.   | 조 루이스           | 11년 8개월 8일  | 4 270            | 1         | NYSAC, NBA         | 27               | 22        |
| 3.   | 무하마드 알리       | 9년 5개월 5일   | 3 443            | 3         | NYSAC, WBA, WBC    | 22               | 21        |
| 4.   | 레녹스 루이스       | 8년 5개월 13일  | 3 086            | 3         | WBA, WBC, IBF      | 15               | 15        |
| 5.   | 비탈리 클리치코     | 7년 5개월 28일  | 2 735            | 3         | WBC, WBO           | 15               | 15        |
| 6.   | 래리 홈즈           | 7년 3개월 12일  | 2 661            | 1         | WBC, IBF           | 20               | 20        |
| 7.   | 잭 뎀프시           | 7년 2개월 19일  | 2 638            | 1         | NYSAC, NBA         | 6                | 6         |
| 8.   | 존 L. 설리번        | 7년 0개월 10일  | 2 566            | 1         | Universal          | 5                | 5         |
| 9.   | 잭 존슨             | 6년 3개월 11일  | 2 292            | 1         | Universal          | 6                | 6         |
| 10.  | 이밴더 홀리필드     | 6년 1개월 1일   | 2 223            | 4         | WBA, WBC, IBF      | 11               | 10        |
| 11.  | 제임스 J. 제프리스  | 5년 11개월 4일  | 2 156            | 1         | Universal          | 8                | 6         |
| 12.  | 타이슨 퓨리         | 5년 1개월 12일  | 1 866            | 2         | WBA, WBC, IBF, WBO | 5                | 4         |
| 13.  | 디언테이 와일더     | 5년 1개월 5일   | 1 859            | 1         | WBC                | 10               | 8         |
| 14.  | 앤서니 조슈아       | 4년 11개월 17일 | 1 806            | 2         | WBA, IBF, WBO      | 9                | 9         |
| 15.  | 조 프레이저         | 4년 10개월 18일 | 1 785            | 1         | NYSAC, WBA, WBC    | 10               | 10        |

##### 개별 재임
아래는 개인의 최장 재임 기간으로 측정한 복싱 헤비급 챔피언 중 최장 재임 목록이다. 이 목록에는 더 링 챔피언십과 라인 챔피언십이 모두 포함된다. 다중 챔피언의 경우 총 챔피언 재임 기간은 적용되지 않는다.
2024년 12월 23일 기준.
| 순위 | 이름                | 타이틀 재임     | 타이틀 인정                               |
| ---- | ------------------- | --------------- | ----------------------------------------- |
| 1.   | 조 루이스           | 11년 8개월 8일  | lineal                                    |
| 2.   | 볼로디미르 클리치코 | 9년 7개월 6일   | IBF (+WBA, WBO, The Ring/Lineal)          |
| 3.   | 래리 홈즈           | 7년 3개월 12일  | WBC-to-IBF (+The Ring/Lineal)             |
| 4.   | 잭 뎀프시           | 7년 2개월 19일  | lineal                                    |
| 5.   | 존 L. 설리번        | 7년 0개월 9일   | lineal                                    |
| 6.   | 잭 존슨             | 6년 3개월 10일  | lineal                                    |
| 7.   | 무하마드 알리       | 5년 11개월 9일  | The Ring/Lineal, (+WBA, WBC stripped)     |
| 8.   | 제임스 J. 제프리스  | 5년 11개월 4일  | lineal                                    |
| 9.   | 비탈리 클리치코     | 5년 2개월 4일   | WBC                                       |
| 10.  | 디언테이 와일더     | 5년 1개월 5일   | WBC                                       |
| 11.  | 조 프레이저         | 4년 10개월 18일 | NYSAC (+WBA, WBC)                         |
| 12.  | 제임스 J. 코빗      | 4년 6개월 10일  | lineal                                    |
| 13.  | 제스 윌러드         | 4년 2개월 29일  | lineal                                    |
| 14.  | 타이슨 퓨리         | 4년 2개월 26일  | WBC (+The Ring/Lineal)                    |
| 15.  | 레녹스 루이스       | 4년 2개월 15일  | WBC (+IBF, WBA stripped, The Ring/Lineal) |

### 아마추어
헤비급의 하한선은 1948년에 81 kg (178.6 lb)로 정해졌다. 1984년에 "슈퍼 헤비급"이라는 체급이 신설되었고, 이에 따라 헤비급 체급의 최대 중량이 91 kg (200.6 lb)으로 정해졌다.

## 킥복싱
- 킥복싱에서는 헤비급 선수가 일반적으로 88 and 100 kg (194 and 220 lb; 13 st 12 lb and 15 st 10 lb) 사이의 체중을 가진다. 100 kg (220 lb; 15 st 10 lb)를 초과하는 선수들은 슈퍼 헤비급으로 간주된다.
- 국제 킥복싱 연맹 (IKF) 헤비급 (프로 및 아마추어) 215.1–235 lb or 97.6–106.6 kg.
- 글로리 프로모션에서는 헤비급 체급이 95 kg (209 lb) 이상이며 상한선은 없다.
- ONE 챔피언십에서는 헤비급 체급의 상한선이 120.2 kg (265 lb)이다.

## 종합격투기
종합격투기의 헤비급 체급은 일반적으로 206 and 265 lb (93 and 120 kg) 사이의 선수들을 그룹화한다.
헤비급은 파브리시우 베르둥이 UFC 헤비급 챔피언이 되었을 때 그의 훈련 캠프를 기록한 다큐멘터리 영화의 제목이기도 하다.

## 레슬링
현대 레슬링에서 "월드 헤비급"이라는 용어는 특정 체급을 고수하기보다는 저명한 경쟁자로 여겨지는 챔피언 레슬러를 일반적으로 지칭한다. 레슬링의 월드 헤비급 챔피언십은 일반적으로 특정 프로모션의 주요 타이틀로 간주된다. 레슬링 산업이 스포츠의 미리 정해진 특성을 공개적으로 인정하기 전에는 헤비급 타이틀은 일반적으로 더 큰 레슬러들이 경쟁했으며, 더 작은 레슬러들은 (다른 이름과 분류 중) "주니어 헤비급", "크루저급", "라이트-헤비급"으로 경쟁했다. 루차 리브레 프로모션인 콘세호 문디알 데 루차 리브레는 특히 챔피언을 위한 체급 구분을 여전히 가지고 있다. 반면 다른 대부분의 프로모션은 그렇지 않다.

## 유사 용례
"헤비급"이라는 단어는 때때로 다른 분야(예: 정치)에서 특히 강력하거나 영향력 있는 인물을 지칭하는 데 사용된다. 다른 복싱 비유로는 "자신의 (그들의) 체급을 넘어서는 펀치"가 있는데, 이는 그 사람이나 단체(예: 국가)의 영향력이 기본 속성보다 훨씬 크다고 주장될 때 사용된다.